# R&B Report

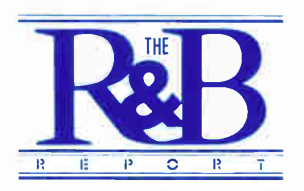
Logotypen som användes för The R&B Report.

The R&B Report var en amerikansk musiktidning som följde musik och artister inom genren R&B. Olikt andra musiktidningar publicerade R&B Report inte varje vecka utan varannan måndag under åren 1987 till 1991. Tidningen publicerades från 844 N. Hollywood Way i Burbank, Kalifornien.